# 1,3-Propandiol
1,3-Propandiol je organsko jedinjenje sa formulom . Ovo jedinjenje je triugljenični diol. Ono je bezbojna viskozna tečnost koja se meša sa vodom.